# 班克羅夫特 (密蘇里州)
班克羅夫特（英語：Bancroft）是位於美國密蘇里州戴維斯縣的非建制地區。

## 地理
班克羅夫特所處的海拔為高於海平面300米（即984英呎），而該地所採用的時區為UTC-6，即北美中部時區（CST）。同時該地設有夏令時間，為UTC-6調快一小時，即UTC-5（CDT）。